# Spirobolus rugosus
Spirobolus rugosus är en mångfotingart som beskrevs av Voges 1878. Spirobolus rugosus ingår i släktet Spirobolus och familjen Spirobolidae. Inga underarter finns listade i Catalogue of Life.